# Rolling Thunder Revue
The Rolling Thunder Revue var en legendarisk amerikansk koncertturné, der fandt sted i slutningen af 1975 og begyndelsen af 1976, som præsenterede en række musikere anført af Bob Dylan, og som var opkaldt efter indianershaman Rolling Thunder. Dylans album Desire udkom i januar 1976 mellem de to dele af turneen. 
Blandt de musikere, der deltog i turneen var Joan Baez, Roger McGuinn, Ramblin' Jack Elliott, Kinky Friedman og Bob Neuwirth. Neuwirth samlede orkesteret, der akkompagnerede solisterne, og orkesteret omfattede blandt andet T-Bone Burnett, Mick Ronson, David Mansfield og Steven Soles samt fra indspilningerne af Desire violinisten Scarlet Rivera, bassisten Rob Stoner og trommeslageren Howie Wyeth.
Turneen, der i alt omfattede 49 koncerter, blev dokumenteret via filmatisering, albumudgivelser og på tryk.

## Baggrund
I slutningen af juli 1972 så Bob Dylan The Rolling Stones give en koncert i Madison Square Garden. Ifølge Arthur Rosato, lydmand på Dylan-filmen Renaldo and Clara, var det denne oplevelse, der gav Dylan lyst til igen at give koncerter.
I oktober 1975 kort tid efter, at Dylan havde færdiggjort indspilningerne af Desire, afholdt han prøver til en forestående koncertturné i New York. Bassisten Rob Stoner, trommeslageren Howie Wyeth og violinisten Scarlet Rivera, der alle havde medvirket på albummet, var med til prøverne sammen med T-Bone Burnett, David Mansfield og Steven Soles, der oprindeligt også havde været med, men som Dylan af hensyn til fokus på albummet havde valgt fra, men som han besluttede at tage med på turneen.
Da prøverne begyndte, var flere af musikerne ikke klar over planerne for turneen. Samtidig inviterede Dylan forskellige andre musikere til at være med. Ifølge Stoner var gruppen samlet til øvning et par dage, idet de dog i lige så høj grad oplevede arbejdet med musikken som en slags jamsession. Efterhånden dukkede flere af de musikere, der kom med på turneen, op og spillede med, blandt andet Joan Baez og Roger McGuinn.
Ifølge Lou Kemp, der var Dylans ven, og som organiserede Rolling Thunder Revue, udviklede gruppen sig, ved at nye musikere stødte til tilfældigt, så den gik fra en lille gruppe til en hel karavane. En musiker som Patti Smith blev inviteret, men afslog venligt. Den måske mest overraskende af de musikere, der var med på turneen, var Mick Ronson, der havde spillet med i David Bowies gruppe; det var Dylan, der inviterede ham.
En anden musiker, som kom med, mødte Dylan, da han var til en koncert med David Blue, som også kom med på turen. Til koncerten var også Ronee Blakley, der kort tid forinden havde haft en betydelig rolle i Robert Altmans Nashville, hvor hun også sang. Mod koncertens slutning var Dylan med på scenen, og han fik Blakley med til at synge et par numre, og efterfølgende inviterede han hende med på turneen. Hun afslog i første omgang, idet hun havde andre forpligtelser, men efterfølgende fandt hun alligevel plads, hvorpå hun mødte op til prøverne.
Da hun mødte op, måtte Dylan imidlertid tilbage til studiet for at genindspille "Hurricane" fra Desire. Da Emmylou Harris, som ellers var med på albummet, havde fået andre opgaver, tog Dylan Blakley med til at indspille sangen, som dermed blev gjort færdig som den sidste sang til albummet. 
På et tidspunkt i oktober kontaktede Bob Dylan en gammel ven og filmfotograf, Howard Alk, og bad ham om at være med til skabe en film med baggrund i turneen. Alk sagde ja og gik snart efter i gang med at lave de første optagelser i forbindelse med prøverne.
Tilsvarende kontaktede Dylan skuespilleren og dramatikeren Sam Shepard, der på det tidspunkt var relativt ukendt. Dylan kom sandsynligvis i kontakt med ham gennem Jacques Levi, der havde bidraget til nogle af teksterne på Desire. Shepard fløj til New York fra Californien og mødtes med Dylan i forbindelse med musikprøverne. Dylan spurgte ham, om han kendte Michel Carnés Paradisets børn og François Truffauts Skyd på pianisten – det var den type film, han ønskede at skabe under turneen. Shepard gik med til at være manuskriptforfatter på projektet.
Digteren Allen Ginsberg var med på det meste af første del af turneen, men de oplæsninger af digte, som det var meningen, han skulle foretage, blev i lighed med andre ideer til indslag fjernet igen for at holde den enkelte koncert på en acceptabel længde. Ginsberg fik dog mulighed for at recitere sine tekster ved en enkelt lejlighed, nemlig da turneen nåede til det fængsel, hvor Rubin Carter (som "Hurricane" handler om) sad fængslet.

## Efterårsturneen 1975
30. oktober 1975 fandt første koncert på Rolling Thunder Revue sted i Plymouth, Massachusetts. Efterårsturneen var relativt beskeden i omfang og omfattede omkring 30 koncerter, der stort set fandt sted på USA's nordvestkyst med et par afstikkere til Canada. Trods dette var der ganske stor medieopmærksomhed om turneen, hvilket skyldtes det hemmelighedskræmmeri, der var omkring spillestederne, Dylans nye materiale fra den kommende plade, scenesamarbejdet mellem Dylan og Joan Baez for første gang i ti år.
Ifølge Larry Sloman, der dokumenterede turneen, var koncerterne ret karnevalsprægede. Først varmede Bobby Neuwirth og orkesteret publikum op, hvorpå Dylan kom til og gav en håndfuld numre. Efter pausen kom Baez og Dylan og sang duet for første gang efter så mange år; de indledte ofte med "Blowin' in the Wind" sunget i mørke. Efter nogle numre med dette par gav Baez et sæt på seks sange, inden Dylan sang en enkelt solosang, hvorpå orkesteret vendte tilbage og spillede til yderligere et par sange med ham, inden alle kom på scenen til afslutningssangen, der var Woody Guthries "This Land Is Your Land". Til nummeret kunne man også se Ginsberg og ved en enkelt lejlighed Dylans mor, Beattie.
Stemningen var så enestående, at Joni Mitchell fløj ind for at være med en enkelt aften, men endte med at være med i de sidste tre koncerter i denne del. Den store afslutning på turneens første del fandt sted 8. december i Madison Square Garden i New York, hvor koncertens overskud gik til den fængslede bokser Rubin Carter, hvis sag Dylan støttede kraftigt på det tidspunkt. Denne koncert blev kendt som "The Night of the Hurricane" (Hurricane var Carters tilnavn), og her hjalp Muhammad Ali og Roberta Flack med til at give en særlig oplevelse for 14.000 højrøstede koncertgængere. 
Muligvis inspireret af Mick Ronsons fortid med David Bowie valgte Bob Dylan ved flere lejligheder ved hjælp af makeup at have et hvidt ansigt til koncerterne. I visse situationer havde han oven i købet maske på, når han kom på scenen; denne tog han dog af, når han skulle spille "It Ain't Me Babe", hvor han spillede mundharmonika.
Blandt kritikere er der enighed om, at turneen var en fiasko på ét punkt: Den film, der kom ud af turneen, var ikke god. Sam Shepard indså, efterhånden som turneen skred frem, at hans rolle som manuskriptforfatter var mere eller mindre overflødig, idet store dele af filmen blev improviseret. Shepard skulle senere dokumentere turneen på en noget henkastet måde i bladform i The Rolling Thunder Logbook.
Selve koncerterne var mange kritikere dog begejstret for. Clinton Heylin skrev for eksempel, at koncerterne var noget af det bedste, Dylan spillede live med et orkester. Der var således stor forskel fra de optrædener, han gav med The Band, idet musikerne, der var med, understregede lyrikkens niveauer, og Dylan selv var sjældent præcis i sin sang. 

## Forårsturneen 1976
Den anden koncert til fordel for Rubin Carter blev spillet 25. januar 1976 i Astrodome i Houston, Texas. Forud for denne koncert mødtes Dylan med den mand, der opdagede ham, Roy Silver, og dennes forretningspartner, Richard Flanzer, for at få lidt hjælp. Disse to fik i en fart flere kunstnere med til koncerten, herunder Stevie Wonder, Ringo Starr og Dr. John, hvilket gjorde denne aften specielt mindeværdig.
I april søgte Dylan at genskabe efterårsturneens succes og indkaldte til nye prøver i Clearwater, Florida. Den første koncert på forårsturneen fandt sted 18. april i Lakeland, Florida, og der blev givet en række koncerter i april og maj, først og fremmest i det sydlige og sydvestlige USA. Turneen blev ikke nær så stor en succes som første del, og nogle af de planlagte koncerter blev aflyst på grund af svigtende billetsalg.
Den sidste koncert på turneen fandt sted i Salt Lake City, hvor koncertstedets 17.000 pladser kun var cirka halvfyldt. Det blev Dylans sidste koncert i 21 måneder (med undtagelse af sin gæsteoptræden til The Last Waltz i november 1976 med The Band), og der gik yderligere to år, inden han udsendte nyt materiale på plade.

## Turneens betydning
Den næstsidste koncert, 23. maj 1976 i Fort Collins, Colorado, blev filmatiseret til tv-serien Hard Rain på NBC, og der blev udsendt et Hard Rain-album i samme anledning. Tv-programmet blev dog ikke specielt vel modtaget, og albummet solgte også ret beskedent. 
Dylan og Shepards film, der kom til at hedde Renaldo and Clara, og som blev en blanding af koncert og symbolistisk kærlighedsfilm, blev først udsendt i 1978. Også denne blev overvejende negativt modtaget. Den udgjorde samtidig noget nær den eneste officielle dokumentation af efterårsdelen af turneen, men store dele af filmen var et improviseret fiktivt drama, der var filmet undervejs.
Mange af koncerterne på efterårsdelen blev samtidig optaget professionelt (sammen med en lang række uautoriserede optagelser). I 2002 udkom dobbeltalbummet The Bootleg Series Vol. 5: Bob Dylan Live 1975, The Rolling Thunder Revue, som indeholder 22 numre med Dylan sammensat af optagelser fra flere af koncerterne. Det var den første officielle udgivelse fra turneen, og den blev begejstret modtaget af fans og kritikere.
Efter turneen fortsatte T-Bone Burnett, Steven Soles og David Mansfield med at spille sammen i en trio, de kaldte The Alpha Band.